# 小行星3373
小行星3373（英語：3373 Koktebelia）是一颗围绕太阳公转的小行星。1978年8月31日，尼古拉·切爾尼赫在克里米亚发现了此天体。
这颗小行星的绝对星等为251.02892等。